# 三ヨウ化ホウ素
三ヨウ化ホウ素（さんヨウかホウそ、Boron triiodide）は、化学式が BI3 で表されるホウ素のヨウ化物である。分子構造は平面三角形で、結晶性の固体である。ホウ素のヨウ化物には三ヨウ化ホウ素と四ヨウ化二ホウ素が知られているが、三ヨウ化ホウ素を単にヨウ化ホウ素と呼ぶことがある。

## 製法
水素化ホウ素ナトリウムとヨウ素を200 °Cまで熱すると収率良く得ることができる。ほかにホウ素とヨウ素を900 °Cまで熱する方法、ヨウ化ジボランから生成する方法がある。